# Élections législatives irakiennes de 2021
Les élections législatives irakiennes de 2021 se déroulent de manière anticipée le 10 octobre 2021 en Irak afin d'élire les 329 membres du Conseil des représentants. Initialement prévues pour mai 2022 et un temps avancé au 6 juin 2021, le scrutin est finalement organisé en octobre à la suite d'importantes manifestations anti-gouvernementales.

## Contexte

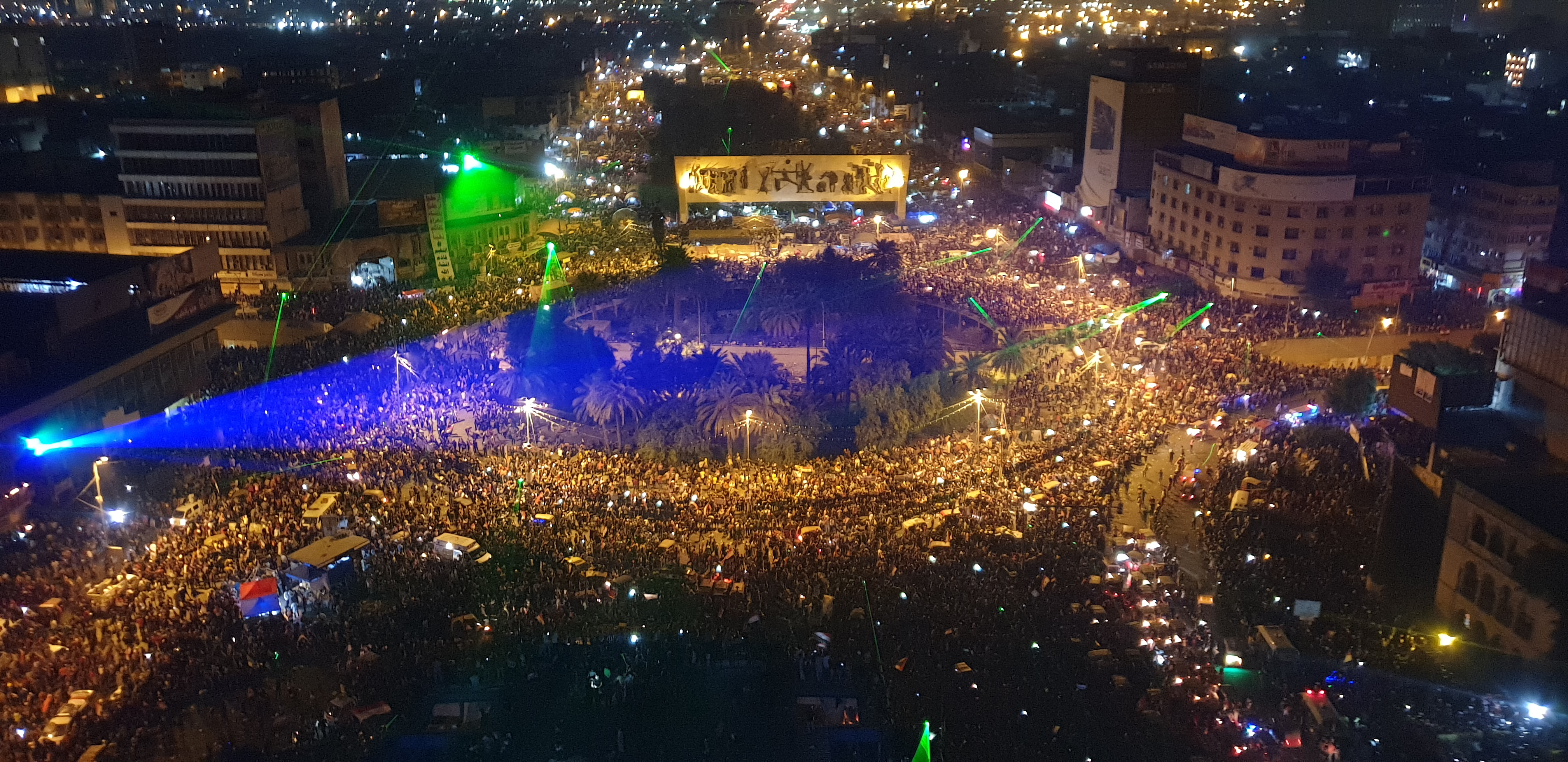
Manifestations en novembre 2019.

Des manifestations anti-gouvernementales ont lieu en Irak à partir du 1er octobre 2019. Les protestataires manifestent contre le chômage, la corruption, la déliquescence des services publics, la tutelle de l'Iran et réclament la « chute du régime ». Le mouvement, qui se déroule principalement à Bagdad et dans les villes du sud du pays à majorité chiite, se développe en un véritable soulèvement populaire. La répression, conduite par les forces de sécurité, et notamment par les milices pro-iraniennes des Hachd al-Chaabi, fait entre 470 et 600 morts entre octobre et décembre 2019.
Le mouvement finit par provoquer la démission du Premier ministre Adel Abdel-Mehdi le 30 novembre 2019. Son remplaçant, Moustafa al-Kazimi annonce le 31 juillet 2020 la tenue d'élections législatives anticipées pour le 6 juin 2021. En janvier 2021, cependant, le scrutin est reporté au 10 octobre 2021 par le gouvernement en raison de son impréparation à la conduite du scrutin.
Le Parti communiste irakien et d'autres organisations politiques ayant pris part aux manifestations de 2019 appellent au boycott du scrutin, estimant qu'il ne pourrait se dérouler librement tant que des partis posséderont des branches armées capables de faire pression sur les électeurs, notamment dans les quartiers populaires de Bagdad.

## Système électoral
Le Conseil des représentants de l'Irak est la chambre basse du parlement bicaméral irakien. Elle est cependant de facto le seul pouvoir législatif, le Conseil de la fédération censé constituer la chambre haute ne s'étant encore jamais réuni depuis la mise en place de la constitution de 2005.
Le conseil est composé de 329 représentants élus pour quatre ans au vote unique non transférable dans 83 circonscriptions plurinominales, avec un quota de 25 % des sièges réservés aux femmes dans chacune d'elles. Les électeurs votent pour un seul candidat dans leur circonscription, et les candidats ayant reçu le plus de voix dans celle-ci sont élus à hauteur du nombre de sièges qui y sont à pourvoir,. Sur les 329 sièges, 9 sont réservés aux minorités religieuses ou ethniques, à raison de cinq sièges pour les chrétiens et un chacun pour les Mandéens, Yézidis, Shabaks et Kurdes Feylis, ce dernier ayant été ajouté en février 2018 sur décision du conseil.
Il s'agit des premières élections organisées sous ce nouveau système, adopté en 2021 à la suite des importantes manifestations appelant à une réforme du système. Les précédentes élections avaient lieu au scrutin proportionnel de liste ouvertes dans 18  circonscriptions de sept à 34 sièges correspondants aux gouvernorats de l'Irak, et les sièges était répartis selon la méthode de Sainte-Laguë.

### Conditions
Le droit de vote s'acquiert à l'âge de 18 ans. Seules peuvent être élues les personnes âgées d'au moins 30 ans, diplômées de l'enseignement secondaire. Les membres actifs des forces armées ne peuvent se présenter comme candidats. Sont également exclues les personnes condamnées pour détournement de fonds publics ou pour crime d'honneur, ainsi que les anciens cadres du parti Baas.

## Résultats
|                          |                                     |            |       |       |        |               |  |  |  |  |  |  |  |  |
| Partis                   | Partis                              | Voix       | %     | +/-   | Sièges | +/-           |  |  |  |  |  |  |  |  |
|                          | Mouvement sadriste                  | 885 310    | 10,00 | N/a   | 73     | 34            |  |  |  |  |  |  |  |  |
|                          | Parti démocratique du Kurdistan     | 781 670    | 8,83  | 0,42  | 31     | 6             |  |  |  |  |  |  |  |  |
|                          | Parti du progrès                    | 637 198    | 7,20  | Nv    | 37     | 37            |  |  |  |  |  |  |  |  |
|                          | Coalition de l'État de droit        | 502 188    | 5,67  | 1,31  | 33     | 8             |  |  |  |  |  |  |  |  |
|                          | Alliance Fatah                      | 462 800    | 5,23  | 7,93  | 17     | 31            |  |  |  |  |  |  |  |  |
|                          | Alliance Azem                       | 421 579    | 4,76  | Nv    | 14     | 14            |  |  |  |  |  |  |  |  |
|                          | Union patriotique du Kurdistan      | 368 226    | 4,16  | 1,77  | 17     | 1             |  |  |  |  |  |  |  |  |
|                          | Alliance de la victoire             | 359 876    | 4,06  | 6,86  | 4      | 38            |  |  |  |  |  |  |  |  |
|                          | Mouvement Emtidad                   | 299 303    | 3,38  | Nv    | 9      | 9             |  |  |  |  |  |  |  |  |
|                          | Alliance du contrat national        | 235 726    | 2,66  | Nv    | 4      | 4             |  |  |  |  |  |  |  |  |
|                          | Mouvement nouvelle génération       | 233 834    | 2,64  | 0,99  | 9      | 5             |  |  |  |  |  |  |  |  |
|                          | Alliance Tasmim                     | 153 614    | 1,73  | Nv    | 5      | 5             |  |  |  |  |  |  |  |  |
|                          | Alliance de l'approche nationale    | 107 600    | 1,22  | Nv    | 1      | 1             |  |  |  |  |  |  |  |  |
|                          | Mouvement Ishraq Kanoon             | 100 374    | 1,13  | Nv    | 6      | 6             |  |  |  |  |  |  |  |  |
|                          | Mouvement des droits                | 99 503     | 1,12  | Nv    | 1      | 1             |  |  |  |  |  |  |  |  |
|                          | Parti Eqtadar Watan                 | 73 210     | 0,83  | Nv    | 1      | 1             |  |  |  |  |  |  |  |  |
|                          | Groupe de justice pour le Kurdistan | 64 025     | 0,72  | Nv    | 1      | 1             |  |  |  |  |  |  |  |  |
|                          | Notre peuple est notre identité     | 58 089     | 0,66  | Nv    | 3      | 3             |  |  |  |  |  |  |  |  |
|                          | Mouvement Babylone                  | 50 378     | 0,57  | 0,44  | 4      | 2             |  |  |  |  |  |  |  |  |
|                          | Parti national des masses           | 49 443     | 0,56  | 0,04  | 1      | 1             |  |  |  |  |  |  |  |  |
|                          | Front turkmène d'Irak               | 48 422     | 0,55  | 0,22  | 1      | 2             |  |  |  |  |  |  |  |  |
|                          | Projet national irakien             | 45 197     | 0,51  | Nv    | 1      | 1             |  |  |  |  |  |  |  |  |
|                          | Parti Al Furatain                   | 39 500     | 0,45  | Nv    | 1      | 1             |  |  |  |  |  |  |  |  |
|                          | Parti du produit national           | 35 891     | 0,41  | Nv    | 1      | 1             |  |  |  |  |  |  |  |  |
|                          | Bloc indépendant Wasit              | 30 918     | 0,35  | Nv    | 1      | 1             |  |  |  |  |  |  |  |  |
|                          | Mouvement réforme décisive          | 26 973     | 0,30  | Nv    | 3      | 3             |  |  |  |  |  |  |  |  |
|                          | Coalition arabe de Kirkouk          | 26 414     | 0,30  | 0,51  | 1      | 2             |  |  |  |  |  |  |  |  |
|                          | Bloc loyauté et changement          | 15 241     | 0,17  | Nv    | 1      | 1             |  |  |  |  |  |  |  |  |
|                          | Bloc de l'espoir national           | 15 140     | 0,17  | Nv    | 1      | 1             |  |  |  |  |  |  |  |  |
|                          | Parti de la nation                  | 12 266     | 0,14  | Nv    | 1      | 1             |  |  |  |  |  |  |  |  |
|                          | Mouvement national Biladi           | 8 384      | 0,09  | Nv    | 1      | 1             |  |  |  |  |  |  |  |  |
|                          | Bloc de soutien national            | 6 515      | 0,07  | Nv    | 1      | 1             |  |  |  |  |  |  |  |  |
|                          | Parti yézidi du progrès             | 3 988      | 0,05  | 0,06  | 1      | en stagnation |  |  |  |  |  |  |  |  |
|                          | Autres partis                       | 908 438    | 10,26 | –     | 0      | en stagnation |  |  |  |  |  |  |  |  |
|                          | Indépendants                        | 1 686 792  | 19,05 | 14,57 | 43     | 41            |  |  |  |  |  |  |  |  |
|                          |                                     |            |       |       |        |               |  |  |  |  |  |  |  |  |
| Votes valides            | Votes valides                       | 8 854 025  | 92,45 |       |        |               |  |  |  |  |  |  |  |  |
| Votes blancs et nuls     | Votes blancs et nuls                | 722 642    | 7,55  |       |        |               |  |  |  |  |  |  |  |  |
| Total                    | Total                               | 9 576 667  | 100   | –     | 329    | en stagnation |  |  |  |  |  |  |  |  |
| Abstentions              | Abstentions                         | 12 539 701 | 56,70 |       |        |               |  |  |  |  |  |  |  |  |
| Inscrits / participation | Inscrits / participation            | 22 116 368 | 43,30 |       |        |               |  |  |  |  |  |  |  |  |

## Analyses
En recul dans les urnes selon des résultats provisoires, les groupes militants pro-iraniens contestent les résultats. Bien que les élections se soient déroulées sans incidents, le taux de participation est bas, près de 60 % des inscrits s'étant abstenus.
Arrivé en tête, le Mouvement sadriste dirigé par Moqtada al-Sadr est le grand vainqueur des élections, et devrait être amené à former un gouvernement de coalition. Allié au Parti démocratique du Kurdistan de Massoud Barzani et au Parti du progrès de Mohamed Al-Halbousi ainsi qu'à la plupart des formations sunnites irakiennes, al-Sadr soutient la candidature d'Hoshyar Zebari à l'élection présidentielle de février 2022 afin de se voir confier la formation du nouveau gouvernement, dans le but affiché de rompre avec les formations liées au voisin chiite iranien,.

## Suites
La formation d'un gouvernement est subordonnée à l'élection d'un nouveau président de la République. La première réunion du Conseil des représentants le 7 février 2022 en vue du premier tour de l'élection présidentielle irakienne de 2022 est un échec. Seuls 58 députés sur 329 étant présents, le scrutin n'a pas lieu faute de quorum des deux tiers des membres, et le scrutin est reporté à une date indéterminée,,.
Les trois principaux partis issus des élections législatives d'octobre — le Mouvement sadriste, le Parti démocratique du Kurdistan et le Parti du progrès — décident en effet de boycotter la séance, en raison des désaccords en cours sur la désignation d'un nouveau Premier ministre, ainsi qu'en protestation de la suspension de la candidature d'Hoshyar Zebari,.
Le candidat du PDK et principal opposant au président sortant se voit en effet temporairement suspendre de la course par la Cour suprême, à la demande d'autres députés rappelant son passé en termes de corruption, puis disqualifié par la Cour suprême le 13 février,. Ancien ministre des Finances, Zebari s'était vu limogé par le parlement en 2016 pour soupçons de « corruption financière et administrative », près de deux millions de dollars de fonds publics ayant été détournés vers son service personnel de sécurité, sans qu'il ne soit pour autant condamné par la justice,,.
Le processus électoral est relancé le 5 mars avec la réouverture des enregistrements des candidatures pendant trois jours. Cette relance intervient grâce à un vote du Conseil des représentants par 203 voix pour, le conseil ayant auparavant obtenu le feu vert de la Cour suprême quant à la validité d'un tel vote en lieu et place de la convocation du scrutin par le président de la chambre,,. Le choix du candidat du PDK se porte cette fois-ci sur le ministre de l'Intérieur de la région autonome du Kurdistan, Rebar Ahmed. Un total de quarante cinq personnes se portent alors candidats, dont quarante voient leur candidatures retenues. À l'issue de cette seconde période d'enregistrement, le conseil décide le 16 mars de fixer le scrutin présidentiel au 26 du même mois,. Le scrutin fait cependant à nouveau l'objet d'un boycott l’empêchant d'atteindre le quorum de participation — cette fois-ci de la part des partisans du président sortant —, ce qui provoque son report au 30, seuls 202 membres du conseil étant alors présent. Les députés boycotteurs accusent notamment le Mouvement sadriste d'être revenu sur ses promesses de recherche d'une majorité d'union nationale, et d'abandon de la politique des quotas ethnico-religieux. Avec seulement 179 parlementaires présents le 30 mars, le scrutin avorte une nouvelle fois pour cause de quorum non atteint, tandis que la Cour suprême donne au Parlement jusqu'au 6 avril pour élire un nouveau président. Le parlement ne se réunit cependant pas pour le scrutin, plongeant le pays dans une crise constitutionnelle.
Le 13 juin, les 73 députés sadristes démissionnent du Parlement. Ils sont remplacés par les candidats arrivés deuxièmes dans leurs circonscription. A l'appel d'al-Sadr, ses partisans envahissent le Parlement les 27 et 31 juillet. Il annonce son retrait de la vie politique en août 2022 déclenchant des affrontements entre ses partisans et l'armée dans Bagdad. Il enjoint ses partisans à quitter leur position et à se retirer le 30 août. Les affrontements ont fait des dizaines de morts et des centaines de blessés.
Abdul Latif Rashid est élu président le 13 octobre, et charge l'ancien ministre des droits de l'homme Mohammed Shia' Al Sudani, du Parti islamique Dawa, de former un gouvernement. Celui-ci dispose de trente jours pour former son gouvernement. Il présente son gouvernement le 27 octobre et obtient la confiance du Parlement le jour même.